# American Soccer League III
|  | No s'ha de confondre amb American Soccer League I o American Soccer League II. |

L'American Soccer League (ASL) fou una competició futbolística professional disputada per clubs dels Estats Units que estigué activa entre 1988 i 1989.
Va ser creada com una competició per a clubs de la Costa Est, en contraposició de la lliga basada a la Costa Oest anomenada Western Soccer Alliance. Després de dues temporades, ambdues competicions es fusionaren el 1990 per formar l'American Professional Soccer League.

## Historial
Fonts:
| Temporada | Campió                       | Segon                    | Màxim golejador               |
| --------- | ---------------------------- | ------------------------ | ----------------------------- |
| 1988      | Washington Diplomats (1)     | Fort Lauderdale Strikers | Jorge Acosta                  |
| 1989      | Fort Lauderdale Strikers (1) | Boston Bolts             | Ricardo Alonso Mirko Castillo |

El 1989 els campions de l'ASL i la WSA disputaren una final nacional (National Pro Soccer Championship):
| 1989 ASL/WSL Championship | 1989 ASL/WSL Championship    | 1989 ASL/WSL Championship | 1989 ASL/WSL Championship | 1989 ASL/WSL Championship | 1989 ASL/WSL Championship | 1989 ASL/WSL Championship |
| Any                       | Campió                       | Segon                     | Marcador                  | Estadi                    | Ciutat                    | Espectadors               |
| ------------------------- | ---------------------------- | ------------------------- | ------------------------- | ------------------------- | ------------------------- | ------------------------- |
| 1989                      | Fort Lauderdale Strikers (1) | San Diego Nomads          | 3-1                       | Spartan Stadium           | San Jose, Califòrnia      | 8.632                     |

## Equips participants
- Albany Capitals (1988-89)
- Boston Bolts (1988-89)
- Fort Lauderdale Strikers (1988-89)
- Maryland Bays (1988-89)
- Miami Sharks (1988-89)
- New Jersey Eagles (1988-89)
- Orlando Lions (1988-89)
- Tampa Bay Rowdies (1988-89)
- Washington Diplomats (1988-89)
- Washington Stars (1988-89)